# ニコライ・ワルーエフ
ニコライ・ワルーエフ（Nicolay "The Russian Giant" Valuev、ロシア語: Николай Сергеевич Валуев、1973年8月21日 - ）は、ロシアのプロボクサー、政治家。サンクトペテルブルク出身。元WBA世界ヘビー級王者。タタール人。
ロシアの元円盤投げジュニア王者。バスケットで活躍した経験もある。その大きさゆえに長い間、色眼鏡で見られた。物珍しさから世界中から出場依頼が届くものの、世界挑戦まで計画されることはベテランの域に入ってからであった。WBA世界王座を手にした際には「オレは怪物ではなくスポーツマンであることを証明する」とコメントし、当時スター不在であったボクシングヘビー級のリングにおいて期待されていた。

## 来歴
1993年10月15日、ドイツでプロデビュー。
1999年1月22日、アレクセイ・ゾキン（ロシア）に6回TKO勝ちし、ロシアヘビー級王座を獲得。防衛2回。
2000年6月6日、ユーリー・エリトロフ（ウクライナ）に12回判定勝ちし、PABAヘビー級暫定王座を獲得。
2001年2月2日、正規認定を受けPABAヘビー級王者となった。暫定王座を含め通算5度の防衛を果たし、2004年4月に王座を返上した。
2004年7月24日、WBAインターコンチネンタル暫定王座決定戦でリチャード・バンゴと対戦し、6回1分50秒TKO勝ちを収め、王座を獲得した。
2004年10月9日、WBAインターコンチネンタルヘビー級王座決定戦でパオロ・ビドスと対戦し9回2分33秒TKO勝ちを収め、王座を獲得した。
2005年5月14日、世界ランカーのクリフォード・エティエンヌ（アメリカ）に3回KO勝ちでWBAインターコンチネンタルヘビー級王座の3度目の防衛に成功した。
2005年10月1日、ラリー・ドナルド（アメリカ）に2-0の判定勝ちを収め、WBAインターコンチネンタルヘビー級王座の4度目の防衛に成功すると共にWBA世界ヘビー級王座への挑戦権も獲得した。
2005年12月17日、ドイツのベルリンでWBA世界ヘビー級王者ジョン・ルイス（アメリカ）に挑戦し、2-0の判定勝ちで無敗（43戦43勝）のままWBA世界ヘビー級王座を獲得し、ロシア人として初めて世界ヘビー級王者となった。また、全階級を通じボクシング史上最長身（213cm）、最重量（147kg）の超巨人王者になった。
2006年6月3日、ドイツのハノーファーで世界12位のオーウェン・ベック（アメリカ）と対戦し、3回KO勝ちで初防衛に成功した。
2006年10月7日、アメリカのイリノイ州でモンテ・バレット（アメリカ）と対戦し、11回KO勝ちで2度目の防衛に成功した。
2007年1月20日、スイスのバーゼルでジャミール・マクライン（アメリカ）と対戦し、3回終了時TKO勝ちで3度目の防衛に成功した。
2007年4月14日、ドイツのシュトゥットガルトで世界1位のルスラン・チャガエフ（ウズベキスタン）と対戦し、12回判定負けで4度目の防衛戦に失敗し王座から陥落した。プロデビュー以来の連勝記録は46で止まり、ロッキー・マルシアノ（49連勝）、ラリー・ホームズ（48連勝）の記録を更新することは出来なかった。
2008年2月16日、ドイツのミュンヘンでセルゲイ・リャコビッチ（ベラルーシ）とWBA世界ヘビー級王座挑戦者決定戦で対戦し、12回判定勝ち。チャガエフへの挑戦権を獲得した。
2008年6月に指名挑戦者として対戦が予定されていた王者ルスラン・チャガエフがアキレス腱負傷のためリングに上がれないことから、WBAはチャガエフを休養王者として扱うことを決めた。
2008年8月30日、ドイツのベルリンでチャガエフが王座を保持したまま空位と認定された正規王座をジョン・ルイスとWBA世界ヘビー級王座決定戦で争い、判定勝ちで正規王座を獲得し、王座に返り咲いた。2009年2月11日現在、ワルーエフは“WBA WORLD CHAMPION”、チャガエフは“WBA CHAMPION IN RECESS”（休養王者）とされて王座が並立した状態にあり、6月26日までに対戦することが義務づけられていた。これを受けて2009年5月30日に中立地のフィンランドヘルシンキで王座を統一するための両者の対戦が予定されていたが、チャガエフは前日計量後の検診をパスできず契約不履行により中止となった。同年7月にはチャガエフの王座は剥奪された。
2008年12月20日、スイスのチューリッヒでイベンダー・ホリフィールドと対戦し、2-0の判定勝利で初防衛に成功した。
2008年には沖縄ワールドリングボクシングジムにて合宿を組んでおり、以降も度々沖縄を訪問している。また、同ジムに移籍した同じロシア出身のサーシャ・バクティンとトレーニングを共にすることもある。
2009年11月7日 ドイツのミュンヘンで元統一クルーザー級王者のデビッド・ヘイと2度目の防衛戦を行い0-2の判定負けで王座から陥落。この試合を最後に現役を引退した。
その後、政治家に転身。政党・統一ロシアに所属し、2011年にロシア下院議員に当選。